# Apterostigma tramitis
Apterostigma tramitis är en myrart som beskrevs av Weber 1940. Apterostigma tramitis ingår i släktet Apterostigma och familjen myror. Inga underarter finns listade.